# Telomeraza

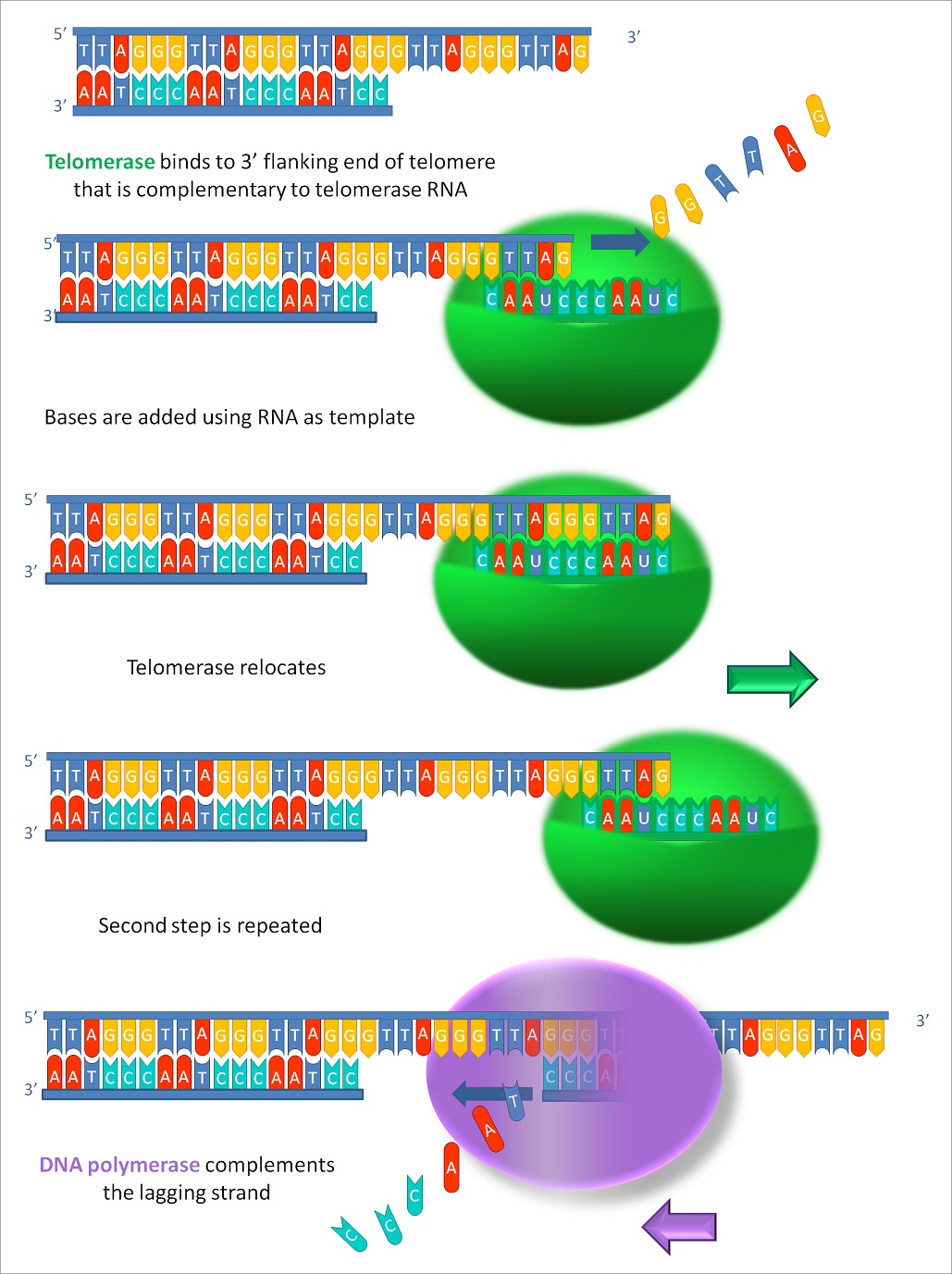
Schemat działania telomerazy

Telomeraza – enzym rybonukleoproteinowy, którego zadaniem jest dobudowanie brakującego (w związku z tzw. problemem replikacji końca) 3'-końcowego odcinka nici DNA (tak zwanej nici opóźnionej). Telomeraza posługuje się w tym celu zintegrowaną z nią cząsteczką RNA. Cząsteczka ta ma odcinek bogaty w cytozynę, odgrywający rolę matrycy do wydłużenia końca 3′ DNA. Do nici tej dobudowywane są sekwencje telomerowe. Z kolei prymaza syntetyzuje RNA starterowy, którego obecność pobudza polimerazę do odtworzenia brakującego fragmentu nici opóźnionej DNA. Po replikacji starter jest usuwany. Powstaje nowy ubytek – tym razem jednak w obrębie telomeru, a nie obszaru kodującego.

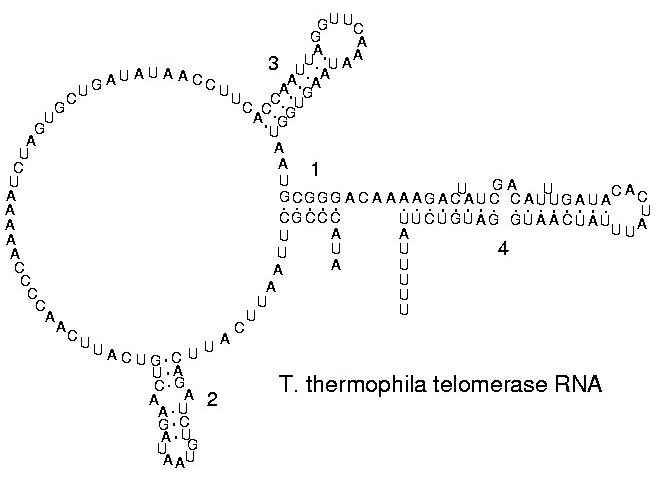
Część RNA telomerazy Tetrahymena thermophila

Telomeraza występuje w intensywnie dzielących się komórkach, a jej aktywność zmniejsza się z wiekiem. To zmniejszenie aktywności łączy się ze starzeniem się komórek. W komórkach nowotworowych aktywność telomerazy zwykle (poza niektórymi nowotworami w późnych stadiach) jest podwyższona. Znaczne ilości telomerazy występują w limfocytach i makrofagach. Aktywność telomerazy przedłużają kurkuminoidy występujące w roślinach z rodzaju traganek: Astragalus propinquus i Astragalus membranaceus.
Według Carol Greider i Elizabeth Blackburn telomeraza jest intensywnie syntetyzowana w komórkach linii płciowej a w komórkach somatycznych ulega represji. Rozwój nowotworów jest natomiast związany z zahamowaniem działania represora.